# 在イラン日本国大使館
在イラン日本国大使館（ざいイランにほんこくたいしかん、ペルシア語: سفارت ژاپن در ایران、英語: Embassy of Japan in Iran）は、イランの首都テヘランに在する日本国大使館で、日本国外務省の特別の機関である。在テヘラン日本国大使館（ペルシア語: سفارت ژاپن در تهران、英語: Embassy of Japan in Tehran）とも。

## 沿革
- 1929年8月、在ペルシア日本帝国公使館（在イラン日本帝国公使館[1]）が開設される[2]
- 1942年4月、第二次世界大戦により両国の国交断絶[2]
- 1953年7月、国交再開に先立って在イラン日本国公使館の開設が定められる[3]
- 1953年11月、両国の国交再開[2]
- 1955年2月、テヘランの公使館が在イラン日本国大使館に昇格[2]
- 1979年2月、革命によりイランの王制が崩壊、日本との国交は継承

## 所在地
| 日本語     | 〒19856-93653 テヘラン市モガッダス・アルダビーリー通り162                  |
| ペルシャ語 | تهران، خیابان زعفرانیه، خیابان مقدس اردبیلی، پلاک 162، کد پستی 93653-19856 |
| 英語       | 162, Moghadas Ardebili Street, Tehran, Postal Code: 19856-93653            |

## 主要事件

### 大使館職員の新型コロナウイルス感染（2020年）
2020年4月6日、さかのぼる4月3日から新型コロナウイルス感染の疑いにより欠勤していた大使館職員が検査の結果コロナウイルスに感染していたことが判明し、翌7日に日本国外務省が公表した。3月下旬以降、チェコ、アメリカ合衆国、北マケドニアにある日本国大使館で計4名の新型コロナウイルス感染者を出していたが、アジアおよび中東に置かれている日本国大使館で感染者が確認されたのはイランが初めて。

## 著名な在勤者
- 奥克彦 - イラクで殉職した外交官のうちの一人（イラク日本人外交官射殺事件）
- 田中浩一郎 - 慶應義塾大学教授、日本エネルギー経済研究所理事兼中東研究センター長
- 松永泰行 - 東京外国語大学教授

## 在ホラムシャハル日本国総領事館
在ホラムシャハル日本国総領事館（ペルシア語: سرکنسولگری ژاپن در خرمشهر、英語: Consulate-General of Japan in Khorramshahr）は、イラン南西部フーゼスターン州のイラクとの国境沿いにある都市ホラムシャハル（ホッラムシャフル）にかつて設置されていた日本の総領事館である。
1976年6月、法改正によりホラムシャハルに日本国総領事館を設置することが定められ、翌1977年1月に総領事館が開設された。しかし、1980年9月22日に独裁者サッダーム・フセインの率いるイラク軍がイランに侵攻して戦争が勃発し、石油化学工業地帯として繁栄していたホラムシャハルは真っ先に攻撃対象となった。イラン・イラク戦争中の1981年、ホラムシャハルの日本国総領事館が閉鎖された。